# Torino Calcio 1992-1993
Questa voce raccoglie le informazioni riguardanti il Torino Calcio nelle competizioni ufficiali della stagione 1992-1993.

## Divise e sponsor
Nella stagione 1992-1993 il Torino ebbe come sponsor tecnico ABM, mentre lo sponsor principale fu Beretta.
| Casa | Trasferta |

## Società
- Presidente:[4]
  - Roberto Goveani
  - Gian Mauro Borsano
(fino al 03/02/1993)
- General manager:
  - Luciano Moggi

- Segretario generale:
  - Luigi Pavarese
- Allenatore:
  - Emiliano Mondonico

## Rosa
| N. |                   | Ruolo | Calciatore           |
| -- | ----------------- | ----- | -------------------- |
|    | Italia (bandiera) | P     | Raffaele Di Fusco    |
|    | Italia (bandiera) | P     | Domenico Doardo      |
|    | Italia (bandiera) | P     | Luca Marchegiani     |
|    | Italia (bandiera) | P     | Gianfranco Randazzo  |
|    | Italia (bandiera) | D     | Antonio Aloisi       |
|    | Italia (bandiera) | D     | Enrico Annoni        |
|    | Italia (bandiera) | D     | Pasquale Bruno       |
|    | Italia (bandiera) | D     | Daniele Delli Carri  |
|    | Italia (bandiera) | D     | Giulio Falcone       |
|    | Italia (bandiera) | D     | Maurizio Ferrarese   |
|    | Italia (bandiera) | D     | Luca Fusi (capitano) |
|    | Ghana (bandiera)  | D     | Mohammed Gargo       |
|    | Italia (bandiera) | D     | Roberto Mussi        |
|    | Italia (bandiera) | D     | Raffaele Sergio      |
|    | Italia (bandiera) | D     | Gianluca Sordo       |
|    | Italia (bandiera) | D     | Andrea Sottil        |
|    | Italia (bandiera) | C     | Enrico Maria Amore   |

| N. |                    | Ruolo | Calciatore           |
| -- | ------------------ | ----- | -------------------- |
|    | Italia (bandiera)  | C     | Sandro Cois          |
|    | Italia (bandiera)  | C     | Alessandro Colasante |
|    | Italia (bandiera)  | C     | Ivano Della Morte    |
|    | Italia (bandiera)  | C     | Daniele Fortunato    |
|    | Uruguay (bandiera) | C     | Marcelo Saralegui    |
|    | Belgio (bandiera)  | C     | Vincenzo Scifo       |
|    | Italia (bandiera)  | C     | Marco Sinigaglia     |
|    | Italia (bandiera)  | C     | Giorgio Venturin     |
|    | Italia (bandiera)  | C     | Alvise Zago          |
|    | Uruguay (bandiera) | A     | Carlos Aguilera      |
|    | Brasile (bandiera) | A     | Walter Casagrande    |
|    | Italia (bandiera)  | A     | Antonino Di Maggio   |
|    | Ghana (bandiera)   | A     | Emmanuel Duah        |
|    | Italia (bandiera)  | A     | Paolo Poggi          |
|    | Italia (bandiera)  | A     | Roberto Ria          |
|    | Italia (bandiera)  | A     | Andrea Silenzi       |
|    | Italia (bandiera)  | A     | Christian Vieri      |

## Calciomercato

### Sessione estiva
| Acquisti | Acquisti          | Acquisti  | Acquisti      |
| R.       | Nome              | da        | Modalità      |
| -------- | ----------------- | --------- | ------------- |
| P        | Domenico Doardo   | Vicenza   | definitivo    |
| D        | Antonio Aloisi    | Ascoli    | definitivo    |
| D        | Raffaele Sergio   | Lazio     | definitivo    |
| C        | Daniele Fortunato | Bari      | definitivo    |
| C        | Marcelo Saralegui | Nacional  | definitivo    |
| C        | Alvise Zago       | Pisa      | fine prestito |
| A        | Carlos Aguilera   | Genoa     | definitivo    |
| A        | Benito Carbone    | Casertana | fine prestito |
| A        | Paolo Poggi       | Venezia   | definitivo    |
| A        | Andrea Silenzi    | Napoli    | definitivo    |

| Cessioni | Cessioni              | Cessioni            | Cessioni   |
| R.       | Nome                  | a                   | Modalità   |
| -------- | --------------------- | ------------------- | ---------- |
| P        | Luca Pastine          | Casertana           | prestito   |
| D        | Silvano Benedetti     | Roma                | definitivo |
| D        | Roberto Cravero       | Lazio               | definitivo |
| C        | Marco Bertelli        | Massese             | definitivo |
| C        | Gianluigi Lentini     | Milan               | definitivo |
| C        | Rafael Martín Vázquez | Olympique Marsiglia | definitivo |
| C        | Roberto Policano      | Napoli              | definitivo |
| C        | Marco Sinigaglia      | Monza               | prestito   |
| A        | Giorgio Bresciani     | Cagliari            | definitivo |
| A        | Benito Carbone        | Ascoli              | prestito   |
| A        | Christian Vieri       | Pisa                | prestito   |

## Risultati

### Serie A

#### Girone di andata
| Arbitro: | Nicchi (Arezzo) |

|                                                |           |                   |
| Casagrande 31’, 37’ Gadda 40’ (aut.) Scifo 70’ | Marcatori | 60’ (rig.) Détári |

| Cesena 13 settembre 1992, ore 16:00 UTC+2 2ª giornata | Brescia          | 0 – 0 referto | Torino | Stadio Dino Manuzzi (10.695 spett.)\| Arbitro: \| Bazzoli (Merano) \| |
| Arbitro:                                              | Bazzoli (Merano) |               |        |                                                                       |

| Arbitro: | Beschin (Legnago) |

|                                  |           |  |
| Aguilera 22’, 46’ Casagrande 66’ | Marcatori |  |

| Arbitro: | Cesari (Genova) |

|                    |           |                        |
| Borgonovo 88’, 91’ | Marcatori | 14’ Scifo 39’ Aguilera |

| Arbitro: | Amendolia (Messina) |

|                          |           |                                  |
| Silenzi 34’ Aguilera 64’ | Marcatori | 13’ (aut.) Annoni 86’ Vierchowod |

| Bergamo 18 ottobre 1992, ore 15:00 UTC+1 6ª giornata | Atalanta           | 0 – 0 referto | Torino | Stadio Comunale (19.171 spett.)\| Arbitro: \| Sguizzato (Verona) \| |
| Arbitro:                                             | Sguizzato (Verona) |               |        |                                                                     |

| Arbitro: | Quartuccio (Torre Annunziata) |

|                  |           |  |
| Scifo 45’ (rig.) | Marcatori |  |

| Milano 1º novembre 1992, ore 14:30 UTC+1 8ª giornata | Milan               | 0 – 0 referto | Torino | Stadio Giuseppe Meazza (77.482 spett.)\| Arbitro: \| Collina (Viareggio) \| |
| Arbitro:                                             | Collina (Viareggio) |               |        |                                                                             |

| Arbitro: | Mughetti (Cesena) |

|             |           |                                  |
| Signori 46’ | Marcatori | 57’ Aguilera 87’ (aut.) Gregucci |

| Arbitro: | Baldas (Trieste) |

|           |           |                                |
| Sordo 58’ | Marcatori | 76’ Vialli 91’ (aut.) Venturin |

| Arbitro: | Ceccarini (Livorno) |

|                            |           |               |
| Signorini 29’ Padovano 75’ | Marcatori | 30’ Fortunato |

| Arbitro: | Bazzoli (Merano) |

|            |           |               |
| Silenzi 1’ | Marcatori | 19’ Di Biagio |

| Torino 13 dicembre 1992, ore 14:30 UTC+1 13ª giornata | Torino          | 0 – 0 referto | Roma | Stadio delle Alpi (21.419 spett.)\| Arbitro: \| Nicchi (Arezzo) \| |
| Arbitro:                                              | Nicchi (Arezzo) |               |      |                                                                    |

| Cagliari 3 gennaio 1993, ore 14:30 UTC+1 14ª giornata | Cagliari           | 0 – 0 referto | Torino | Stadio Sant'Elia (19.367 spett.)\| Arbitro: \| Fabricatore (Roma) \| |
| Arbitro:                                              | Fabricatore (Roma) |               |        |                                                                      |

| Arbitro: | Cesari (Genova) |

|  |           |              |
|  | Marcatori | 14’ Policano |

| Firenze 17 gennaio 1993, ore 14:30 UTC+1 16ª giornata | Fiorentina                    | 0 – 0 referto | Torino | Stadio Comunale (34.350 spett.)\| Arbitro: \| Quartuccio (Torre Annunziata) \| |
| Arbitro:                                              | Quartuccio (Torre Annunziata) |               |        |                                                                                |

| Arbitro: | Pezzella (Frattamaggiore) |

|                       |           |                          |
| A. Paganin 67’ (aut.) | Marcatori | 61’ Sosa 62’ D. Fontolan |

#### Girone di ritorno
| Arbitro: | Boggi (Salerno) |

|  |           |              |
|  | Marcatori | 67’ P. Poggi |

| Arbitro: | Cinciripini (Ascoli Piceno) |

|                  |           |  |
| Scifo 10’ (rig.) | Marcatori |  |

| Arbitro: | Luci (Firenze) |

|                                |           |                      |
| Brolin 59’ (rig.) A. Melli 90’ | Marcatori | 45’ Sergio 89’ Mussi |

| Arbitro: | Arena (Ercolano) |

|                                      |           |            |
| Aguilera 5’ Sordo 19’ Casagrande 51’ | Marcatori | 23’ Nobile |

| Arbitro: | Rodomonti (Teramo) |

|  |           |              |
|  | Marcatori | 72’ P. Poggi |

| Arbitro: | Merlino (Torre del Greco) |

|              |           |                        |
| Aguilera 45’ | Marcatori | 65’ (aut.) Marchegiani |

| Arbitro: | Chiesa (Milano) |

|             |           |  |
| Sensini 35’ | Marcatori |  |

| Arbitro: | Luci (Firenze) |

|          |           |            |
| Mussi 2’ | Marcatori | 57’ Gullit |

| Arbitro: | Ceccarini (Livorno) |

|           |           |            |
| Scifo 86’ | Marcatori | 54’ Winter |

| Arbitro: | Amendolia (Messina) |

|                  |           |              |
| A. Conte 9’, 81’ | Marcatori | 28’ Aguilera |

| Arbitro: | Mughetti (Cesena) |

|           |           |                  |
| Scifo 59’ | Marcatori | 63’ A. Fortunato |

| Foggia 25 aprile 1993, ore 16:00 UTC+2 29ª giornata | Foggia          | 0 – 0 referto | Torino | Stadio Pino Zaccheria (14.299 spett.)\| Arbitro: \| Bettin (Padova) \| |
| Arbitro:                                            | Bettin (Padova) |               |        |                                                                        |

| Arbitro: | Luci (Firenze) |

|                                                        |           |                                                     |
| A. Carnevale 23’ Muzzi 29’ Hässler 63’ (rig.) Comi 83’ | Marcatori | 16’, 58’, 45’ Aguilera 51’ Silenzi 87’ (rig.) Scifo |

| Arbitro: | Beschin (Legnago) |

|  |           |                                                            |
|  | Marcatori | 5’ Firicano 10’, 65’ Francescoli 77’ Pusceddu 90’ Oliveira |

| Arbitro: | Rodomonti (Teramo) |

|              |           |              |
| Policano 60’ | Marcatori | 81’ P. Poggi |

| Arbitro: | Baldas (Trieste) |

|              |           |               |
| Aguilera 18’ | Marcatori | 90’ Batistuta |

| Arbitro: | Nicchi (Arezzo) |

|                            |           |  |
| Sosa 49’, 61’ Shalimov 51’ | Marcatori |  |

### Coppa Italia

#### Turni preliminari
| Arbitro: | Ceccarini (Livorno) |

|                |           |                                   |
| Brogi 35’, 78’ | Marcatori | 7’ Silenzi 20’ Aguilera 86’ Sordo |

| Arbitro: | Bettin (Padova) |

|              |           |  |
| Aguilera 11’ | Marcatori |  |

#### Fase finale
| Arbitro: | Quartuccio (Torre Annunziata) |

|                 |           |           |
| Capocchiano 55’ | Marcatori | 15’ Scifo |

| Arbitro: | Fabricatore (Roma) |

|                     |           |  |
| Rizzardi 75’ (aut.) | Marcatori |  |

| Arbitro: | Sguizzato (Verona) |

|                            |           |                    |
| Neri 5’ Signori 34’ (rig.) | Marcatori | 45’ Fusi 88’ Scifo |

| Arbitro: | Amendolia (Messina) |

|                                             |           |                        |
| Luzardi 45’ (aut.) Casagrande 62’ Sordo 76’ | Marcatori | 86’ Signori 87’ Winter |

| Arbitro: | Nicchi (Arezzo) |

|              |           |                      |
| P. Poggi 79’ | Marcatori | 49’ (rig.) R. Baggio |

| Arbitro: | Sguizzato (Verona) |

|                                     |           |                           |
| Marchegiani 4’ (aut.) Ravanelli 62’ | Marcatori | 52’ P. Poggi 63’ Aguilera |

| Arbitro: | Amendolia (Messina) |

|                                                |           |  |
| S. Benedetti 17’ (aut.) Cois 53’ Fortunato 78’ | Marcatori |  |

| Arbitro: | Sguizzato (Verona) |

|                                                                           |           |                  |
| Giannini 22’ (rig.), 50’ (rig.), 55’ (rig.) Rizzitelli 47’ Mihajlovic 65’ | Marcatori | 45’, 53’ Silenzi |

### Coppa UEFA
| Arbitro: | Mikkelsen |

|           |           |  |
| Blohm 83’ | Marcatori |  |

| Arbitro: | Spirin |

|                                                   |           |  |
| Vaattovaara 3’ (aut.) Casagrande 79’ Aguilera 80’ | Marcatori |  |

| Arbitro: | Krug |

|                     |           |                            |
| Timofeev 55’ (aut.) | Marcatori | 44’ Kasumov 67’ Simutenkov |

| Mosca 5 novembre 1992, ore 19:45 UTC+3 Sedicesimi di finale - ritorno | Dinamo Mosca | 0 – 0 referto | Torino | Stadio Dinamo (12.491 spett.)\| Arbitro: \| Marko \| |
| Arbitro:                                                              | Marko        |               |        |                                                      |

## Statistiche

### Statistiche di squadra
| Competizione | Punti | In casa | In casa | In casa | In casa | In casa | In casa | In trasferta | In trasferta | In trasferta | In trasferta | In trasferta | In trasferta | Totale | Totale | Totale | Totale | Totale | Totale | DR |
| Competizione | Punti | G       | V       | N       | P       | Gf      | Gs      | G            | V            | N            | P            | Gf           | Gs           | G      | V      | N      | P      | Gf     | Gs     | DR |
| ------------ | ----- | ------- | ------- | ------- | ------- | ------- | ------- | ------------ | ------------ | ------------ | ------------ | ------------ | ------------ | ------ | ------ | ------ | ------ | ------ | ------ | -- |
| Serie A      | 35    | 17      | 5       | 8       | 4       | 22      | 20      | 17           | 4            | 9            | 4            | 16           | 18           | 34     | 9      | 17     | 8      | 38     | 38     | 0  |
| Coppa Italia | -     | 5       | 4       | 1       | 0       | 9       | 3       | 5            | 1            | 3            | 1            | 10           | 12           | 10     | 5      | 4      | 1      | 19     | 15     | +4 |
| Coppa UEFA   | -     | 2       | 1       | 0       | 1       | 4       | 2       | 2            | 0            | 1            | 1            | 0            | 1            | 4      | 1      | 1      | 2      | 4      | 3      | +1 |
| Totale       | -     | 24      | 10      | 9       | 5       | 35      | 25      | 24           | 5            | 13           | 6            | 26           | 31           | 48     | 15     | 22     | 11     | 61     | 56     | +5 |

### Statistiche dei giocatori
| Giocatore      | Serie A  | Serie A | Serie A     | Serie A    | Coppa Italia | Coppa Italia | Coppa Italia | Coppa Italia | Coppa UEFA | Coppa UEFA | Coppa UEFA  | Coppa UEFA | Totale   | Totale | Totale      | Totale     |
| Giocatore      | Presenze | Reti    | Ammonizioni | Espulsioni | Presenze     | Reti         | Ammonizioni  | Espulsioni   | Presenze   | Reti       | Ammonizioni | Espulsioni | Presenze | Reti   | Ammonizioni | Espulsioni |
| -------------- | -------- | ------- | ----------- | ---------- | ------------ | ------------ | ------------ | ------------ | ---------- | ---------- | ----------- | ---------- | -------- | ------ | ----------- | ---------- |
| C. Aguilera    | 31       | 12      | ?           | ?          | 8            | 3            | ?            | ?            | 4          | 1          | ?           | ?          | 43       | 16     | ?           | ?          |
| A. Aloisi      | 9        | 0       | ?           | ?          | 3            | 0            | ?            | ?            | 1          | 0          | ?           | ?          | 13       | 0      | ?           | ?          |
| E. Annoni      | 25       | 0       | ?           | ?          | 9            | 0            | ?            | ?            | 4          | 0          | ?           | ?          | 38       | 0      | ?           | ?          |
| P. Bruno       | 24       | 0       | ?           | ?          | 7            | 0            | ?            | ?            | 4          | 0          | ?           | ?          | 35       | 0      | ?           | ?          |
| W. Casagrande  | 24       | 4       | ?           | ?          | 6            | 1            | ?            | ?            | 4          | 1          | ?           | ?          | 34       | 6      | ?           | ?          |
| S. Cois        | 17       | 0       | ?           | ?          | 6            | 1            | ?            | ?            | 1          | 0          | ?           | ?          | 24       | 1      | ?           | ?          |
| I. Della Morte | 1        | 0       | ?           | ?          | 1            | 0            | ?            | ?            | 0          | 0          | 0           | 0          | 2        | 0      | 0+          | 0+         |
| R. Di Fusco    | 0        | -0      | 0           | 0          | 0            | -0           | 0            | 0            | 0          | -0         | 0           | 0          | 0        | -0     | 0           | 0          |
| G. Falcone     | 0        | 0       | 0           | 0          | 1            | 0            | ?            | ?            | 0          | 0          | 0           | 0          | 1        | 0      | 0+          | 0+         |
| D. Fortunato   | 29       | 1       | ?           | ?          | 8            | 1            | ?            | ?            | 2          | 0          | ?           | ?          | 39       | 2      | ?           | ?          |
| L. Fusi        | 31       | 0       | ?           | ?          | 9            | 1            | ?            | ?            | 4          | 0          | ?           | ?          | 44       | 1      | ?           | ?          |
| L. Marchegiani | 34       | -38     | ?           | ?          | 10           | -15          | ?            | ?            | 4          | -3         | ?           | ?          | 48       | -56    | ?           | ?          |
| R. Mussi       | 29       | 2       | ?           | ?          | 9            | 0            | ?            | ?            | 4          | 0          | ?           | ?          | 42       | 2      | ?           | ?          |
| P. Poggi       | 21       | 3       | ?           | ?          | 5            | 2            | ?            | ?            | 1          | 0          | ?           | ?          | 27       | 5      | ?           | ?          |
| M. Saralegui   | 2        | 0       | ?           | ?          | 3            | 0            | ?            | ?            | 0          | 0          | 0           | 0          | 5        | 0      | 0+          | 0+         |
| V. Scifo       | 32       | 7       | ?           | ?          | 6            | 2            | ?            | ?            | 4          | 0          | ?           | ?          | 42       | 9      | ?           | ?          |
| R. Sergio      | 27       | 1       | ?           | ?          | 8            | 0            | ?            | ?            | 4          | 0          | ?           | ?          | 39       | 1      | ?           | ?          |
| A. Silenzi     | 25       | 3       | ?           | ?          | 6            | 3            | ?            | ?            | 3          | 0          | ?           | ?          | 34       | 6      | ?           | ?          |
| M. Sinigaglia  | 2        | 0       | ?           | ?          | 0            | 0            | 0            | 0            | 0          | 0          | 0           | 0          | 2        | 0      | 0+          | 0+         |
| G. Sordo       | 27       | 2       | ?           | ?          | 9            | 2            | ?            | ?            | 4          | 0          | ?           | ?          | 40       | 4      | ?           | ?          |
| A. Sottil      | 9        | 0       | ?           | ?          | 2            | 0            | ?            | ?            | 0          | 0          | 0           | 0          | 11       | 0      | 0+          | 0+         |
| G. Venturin    | 33       | 0       | ?           | ?          | 9            | 0            | ?            | ?            | 4          | 0          | ?           | ?          | 46       | 0      | ?           | ?          |
| C. Vieri       | 1        | 0       | ?           | ?          | 1            | 0            | ?            | ?            | 0          | 0          | 0           | 0          | 2        | 0      | 0+          | 0+         |
| A. Zago        | 8        | 0       | ?           | ?          | 2            | 0            | ?            | ?            | 0          | 0          | 0           | 0          | 10       | 0      | 0+          | 0+         |

## Giovanili

### Piazzamenti
- Primavera:
  - Campionato:
  - Coppa Italia:
  - Torneo di Viareggio: eliminato nella fase a gironi.
- Berretti:
  - Campionato:
- Allievi nazionali:
  - Torneo Città di Arco: Vincitore